# Fernando Nicolas Oliva
Fernando Nicolas Oliva (sinh ngày 26 tháng 9 năm 1971) là một cầu thủ bóng đá người Argentina.

## Sự nghiệp câu lạc bộ
Fernando Nicolas Oliva đã từng chơi cho Shimizu S-Pulse.

## Thống kê câu lạc bộ

### J.League
| Đội             | Năm       | J.League | J.League | J.League Cup | J.League Cup | Tổng cộng | Tổng cộng |
| Đội             | Năm       | Trận     | Bàn      | Trận         | Bàn          | Trận      | Bàn       |
| --------------- | --------- | -------- | -------- | ------------ | ------------ | --------- | --------- |
| Shimizu S-Pulse | 1996      | 18       | 5        | 16           | 9            | 34        | 14        |
| Shimizu S-Pulse | 1997      | 22       | 13       | 5            | 2            | 27        | 15        |
| Shimizu S-Pulse | 1998      | 27       | 21       | 0            | 0            | 27        | 21        |
| Shimizu S-Pulse | 2000      | 5        | 1        | 2            | 1            | 7         | 2         |
| Shimizu S-Pulse | 2001      | 0        | 0        | 0            | 0            | 0         | 0         |
| Tổng cộng       | Tổng cộng | 72       | 40       | 23           | 12           | 95        | 52        |